# Інвертоскоп

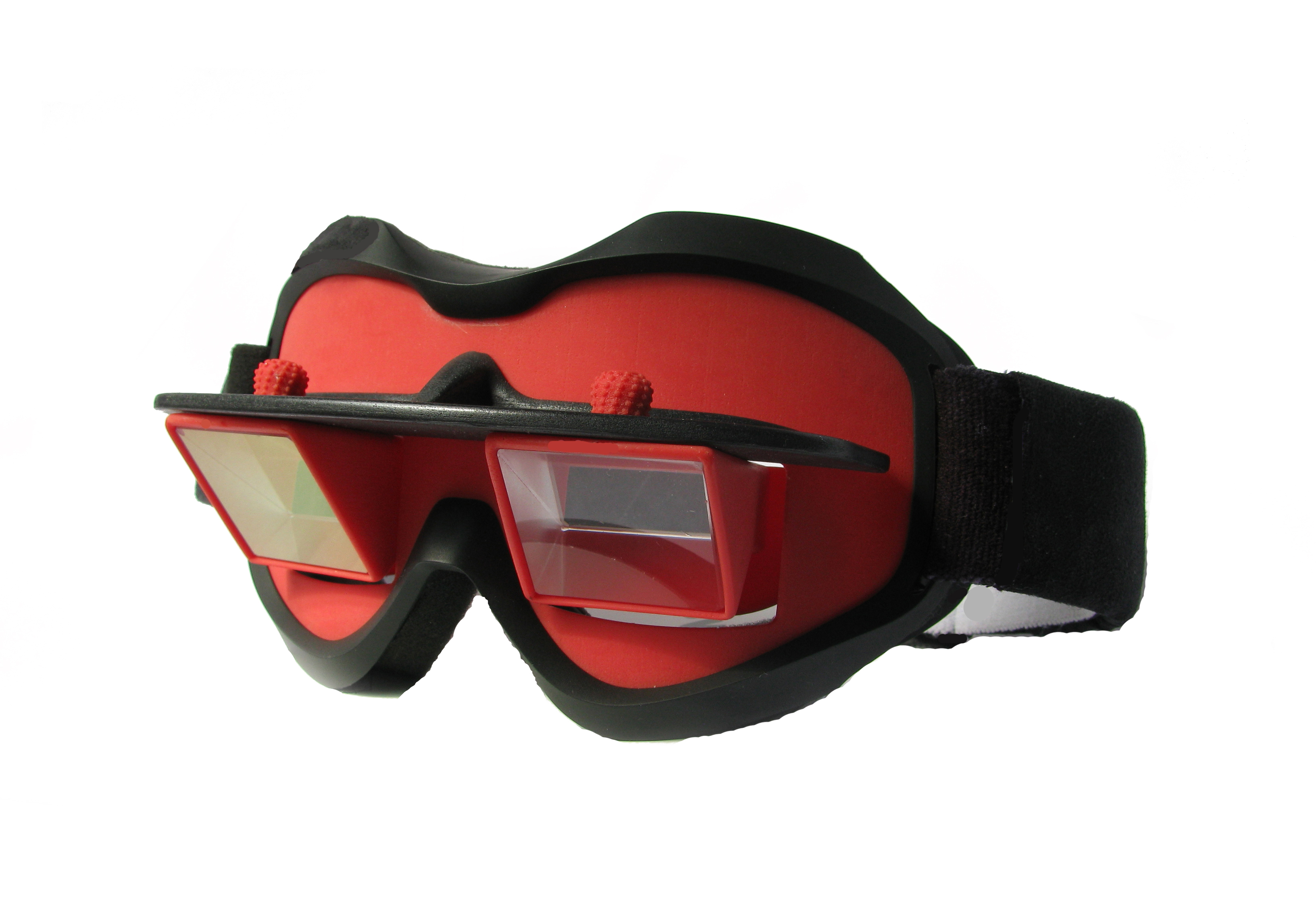
Інвертоскоп

Як кліпання очима виглядає в інвертоскопі

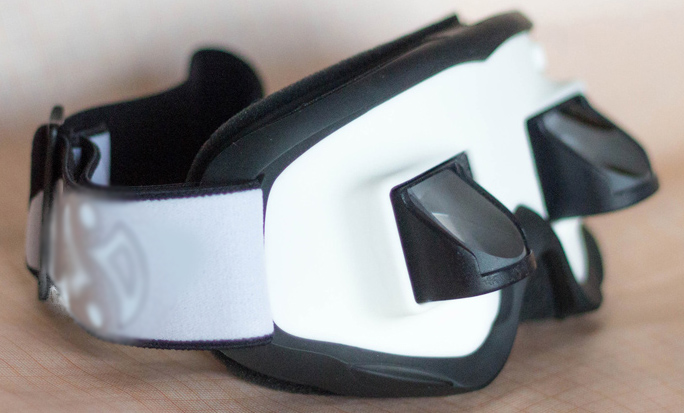
Більш сучасний варіант інвертоскопа

Інвертоскоп (invertoscope від лат. inverto — «перекидати», та дав.-гр. scopein — «дивитись») — оптичний прилад, перша конструкція якого винайдена в 1896 році доктором Джорджем Стреттоном з Каліфорнійського університету з метою дослідити механізми зорового сприйняття експериментальним шляхом. На сітківці ока людини за законами оптики формується перевернуте зображення. З допомогою інвертоскопа зображення на сітківках очей спостерігача перевертається назад (випрямляється) і, таким чином, простір навколо спостерігача виглядає перевернутим. Інвертоскоп використовується в психологічних експериментах для вивчення механізмів зорового сприйняття в умовах інверсії поля зору, а також може бути використаний для тренування просторових здібностей людини та профілактики морської хвороби.